# Dichosciadium
Dichosciadium es un género monotípico de planta herbácea perteneciente a la familia Apiaceae.  Su única especie: Dichosciadium ranunculaceum, es originaria de Australia.

## Descripción
Es una hierba perennifolia, con una roseta basal de 10-20 cm de diámetro, está erizada con pelos tiesos; raíz principal tiene un olor similar a la chirivía cuando está fresca. Hojas ± circulares u obovadas de 11-24 mm de largo y 12-24 mm de ancho, a menudo escasamente híspidas, 3-7-lobuladas, los lóbulos profunda e irregularmente inciso-crenados; la base cuneada o redondeada-; pecíolo 2.7-7 cm de largo. Las inflorescencias en umbelas generalmente con 3-7-flores; con pedúnculo de 3.5-4.5 cm de largo, brácteas estrechas oblongas, de 11 mm de largo; pedicelos de 8-20 mm de largo. Sépalos y pétalos de 2.5-3 mm de largo, de color blanco. La fruta es elíptica, de 2.5-7 mm de largo, con las caras exteriores  aplanadas.

## Distribución y hábitat
Forma extensas manchas en herbazales y pantanos a una altitud de 1800-2200 metros, al sur de Kosciusko en Nueva Gales del Sur. 

## Taxonomía
Dichosciadium ranunculaceum fue descrita por  (F.Muell.) Domin y publicado en Repertorium Specierum Novarum Regni Vegetabilis 5: 104. 1908.
Sinonimia
- Azorella dichopetala Benth.
- Azorella ranunculacea (F.Muell.) Druce
- Dichopetalum ranunculaceum F.Muell. basónimo
- Dichopetalum ranunculaceum var. tasmanica Hook.f.
- Dichosciadium ranunculaceum var. tasmanicum (Hook.f.) Domin
- Pozoa ranunculacea Drude[4]